# برودنگا
برودنگا (به لهستانی:  Brodnia) یک روستا در لهستان است که در گمینا پنچنگو واقع شده‌است.